# Nemzeti mottók listája
Ezen az oldalon az államok és közigazgatási egységeik nemzeti mottói[pontosabban?] találhatóak.
- Albánia: Feja e Shqiptarit është Shqiptaria
- Algéria: La révolution par le peuple et pour le peuple (francia, „Forradalom a nép által és a népért”)
- Amerikai Egyesült Államok: E Pluribus Unum (latin, „A sokból egy”) és In God We Trust (angol, „Istenben bízunk”)
  - Lásd még: USA-tagállamok mottói
- Andorra: Virtus unita fortior (latin, „Egységben erősebb az erény”)
- Antigua és Barbuda: Each endeavouring, all achieving („Ki-ki törekszik, és mindnyájan célba érnek”)
- Argentína: En unión y libertad (spanyol, „Egységben és szabadságban”)
- Ausztrália: (nincs)
  - Ausztrál Fővárosi Terület: For the Queen, the law and the people („A királynőért, a törvényért és a népért”)
  - Új-Dél-Wales: Orta recens quam pura nites (latin, „Újonnan feltámadva mily fényesen ragyogsz”)
  - Északi terület: (nincs)
  - Queensland: Audax at fidelis (latin, „Merész, de gyönyörű”)
  - Dél-Ausztrália: (nincs)
  - Tasmania: Ubertas et fidelitas (latin, „Termékenység és hűség”)
  - Victoria: The place to be („A hely, ahol lenni kell / ahol érdemes lenni”)
  - Nyugat-Ausztrália: (nincs)
- Bahama-szigetek: Forward upward onward together („Előre, felfelé, tovább, együtt”)
- Barbados: Pride and Industry („Büszkeség és szorgalom”)
- Belgium: L'union fait la force, Eendracht maakt macht és Einigkeit gibt Stärke (francia holland és német, „Egységben az erő”)
  - Vallónia: Walon todi! (vallon, „Mindörökké vallon!”)
- Belize: Sub umbra floreo (latin, „Az árnyékban virágzom”)
- Benin: Fraternité – Justice – Travail (francia, „Testvériség – igazság – munka”)
- Bolívia: Firme y Feliz por la Unión (spanyol, „Erős és boldog az egység miatt”)
- Botswana: Pula
- Brazília: Ordem e progresso (portugál, „Rend és haladás”)
- Brunei: Brunei darussalam (maláj, „Brunei, a béke hona”)
- Bulgária: Съединението прави силата (bolgár, „Az egység erő”)
- Burkina Faso: Unité, Progrès, Justice (francia, „Egység, Haladás, Igazság”)
- Burundi: Unité, Travail, Progrès (francia, „Egység, munka, haladás”)
- Chile: Por la razón o la fuerza (spanyol, „Ésszel vagy erővel”)
  - Post Tenebras Lux (latin, „Sötétség után a fény”) (régi)
  - Aut concilio, aut ense (latin, „Ésszel vagy karddal”) (régi)
- Costa Rica: Sub umbra floreo
- Csehország: Pravda vítězí! (cseh, „Az igazság győzedelmeskedik!”)
- Dánia: II. Margit királynő mottója: Guds hjælp, Folkets kærlighed, Danmarks styrke (dán: „Isten segítsége, a nép szeretete, Dánia ereje”)
- Dél-Afrika:!ke e: /xarra //ke (/xam, „Sokféle emberek, egyesüljetek” vagy „Egység a sokféleségben”)
- Dél-Korea: 널리 인간을 이롭게하라 (koreai, „Jóakarat az emberiségnek”)
- Dominikai Köztársaság: Dios, Patria, Libertad (spanyol, „Isten, haza, szabadság”)
- Ecuador: Ecuador ha sido, es y será un país amazónico (spanyol, "Ecuador has been, is and will be an amazonic country")
- Egyesült Királyság: Királyi mottó: Dieu et mon droit (francia, „Isten és a jogom”)
  - Skócia: Nemo me impune lacessit (latin, „Senki nem támadhat meg büntetlenül”)
  - Wales: Ich Dien (német, „Szolgálok” a herceg mottója), Y ddraig goch ddyry cychwyn (walesi, „A vörös sárkány tettekre késztet”), Cymru am byth (walesi, „Mindörökké Wales” – nem hivatalos)
  - Man sziget: Quocunque jeceris stabit (latin, "Bárhová dobod is, állni fog”)
  - Kajmán-szigetek: He hath founded it upon the seas („A tengeren alapította”)
  - Falkland-szigetek: Desire the right („Akard a jót”)
  - Gibraltár: Nulli expugnabilis hosti (latin, „Sosem hódította meg ellenség”)
- Ecuador: La Paz y el Bienestar, La Gloria y el Triunfo (spanyol, „Béke és jólét, dicsőség és győzelem”)
- El Salvador: Dios, Unión, Libertad (spanyol, „Isten, haza, szabadság”)
- Európai Unió: In varietate concordia (United in diversity, Unie dans la diversité, „Egység a sokféleségben”) stb. (az EU minden nyelvére lefordítva)
- Észak-Korea: „Biztosan győz, aki hisz és a népre támaszkodik”
- Fidzsi-szigetek: Rerevaka na Kalou ka Doka na Tui („Féld Istent és tiszteld a királynőt”)
- Finnország:Hyva Suomi („Jó Finnország”)
- Franciaország: Liberté, Égalité, Fraternité (francia, „Szabadság, egyenlőség, testvériség”)
- Fülöp-szigetek: Maka-Diyos, Maka-Tao, Makakalikasan at Makabansa (filippínó, “Istenért, a népért, a természetért és a hazáért”)
- Ghána: Freedom and Justice (angol, „Szabadság és Igazság”)
- Görögország: Ελευθερια η θανατος (átírás: „Eleftheria o Thanatos”) (görög, „Szabadság vagy halál”)
- Grúzia: ძალა ერთობაშია! (grúz, „Egységben van az erő”)
- Guyana:One People, One Nation, One Destiny „Egy nép, egy nemzet, egy végzet”
- Haiti: L'union fait la force (francia, „Egységben az erő”)
- Hollandia: Je maintiendrai (francia, „Helytállok”)
- Holland Antillák: Libertate unanimus (latin, „Egyesítette a szabadság”)
- India: Satyameva jayate (szanszkrit, „Csak az igazság győzedelmeskedik”)
- Indonézia: Bhinneka Tunggal Ika (ó-jávai nyelv, „Egység a sokféleségben”)
- Irán: کشور ایران شعار رسمی ملی ندارد Esteqlāl, āzādī, jomhūrī-ye eslāmī (perzsa, „Függetlenség, szabadság, iszlám köztársaság”)
- Irak: الله أكبر (arab, „Isten hatalmas”)
- Írország: Éire go deo („Írország mindörökké”)
- Izrael: אִם תִרְצוּ, אֵין זוֹ אַגָדה (héber, „Ha akarjátok, nem álom”)
- Izland: La nation est construite sur la loi (francia, „A nemzet a törvényre épül”)
- Japán:
- Jamaica: Out of many, one people („Sokakból egyetlen nép”)
- Jemen : Allah, al Watan, al Thaoura
- Kambodzsa: „Nemzet, vallás, király”
- Kamerun: Paix, Travail, Patrie (francia, „Béke, munka, haza”)
- Kanada: A mari usque ad mare (latin, „Tengertől tengerig”)
  - Alberta: Fortis et liber (latin, „Erős és szabad”)
  - Brit Kolumbia: Splendor sine occasu (latin, „Ragyogás fogyatkozás nélkül”)
  - Északnyugati területek: Nincs; One people, many voices („Egy nép, sok hang”) több nyelven is szerepel
  - Manitoba: Gloriosus et liber (latin, „Dicsőséges és szabad”)
  - Új-Brunswick: Spem reduxit (latin, „Helyreállt a remény”)
  - Új-Skócia: Munit haec et altera vincit (latin, „Az egyik megvéd, a másik hódít”)
  - Nunavut: Nunavut sanginivut (inuktitut, „Nunavut a mi erősségünk” vagy „A mi földünk, a mi erősségünk”)
  - Ontario: Ut incepit fidelis sic permanet (latin, „Hűséges volt, hűséges maradt”)
  - Prince Edward Island: Parva sub ingenti (latin, „A kicsi a nagy védelme alatt”)
  - Quebec: Je me souviens (francia, „Emlékszem”)
  - Saskatchewan: Multis e gentibus vires (latin, „Sok emberből erő”)
  - Újfundland és Labrador: Quaerite primum regnum Dei (latin, „Keressétek előbb az Isten országát”)
  - Yukon: (nincs)
- Kelet-Timor: Honra, pátria e povo (portugál, „Becsület, haza és nép”)
- Kenya: Harambee (szuahéli, „Dolgozzunk együtt”)
- Kiribati: Te mauri, te raoi ao te tabomoa (Kiribati, „Egészség, béke és jólét”)
- Kolumbia: Libertad y orden (spanyol, „Szabadság és rend”)
- Közép-afrikai Köztársaság: Unité, Dignité et Travail (francia, „Egység, méltóság, munka”)
- Kuba: Patria y Libertad (spanyol, „Haza és szabadság”)
- Laosz: „Béke, függetlenség, demokrácia, egység és jólét”
- Lengyelország: nincs; a Honor i Ojczyzna (lengyel: „Becsület és haza”) vagy a Bóg, Honor, Ojczyzna („Isten, becsület, haza”) szavak láthatóak a legtöbb katonai zászlón és lobogón
- Lesotho: Khotso, Pula, Nala (Béke, eső, virágzás)
- Libanon: Koullouna Lil Watan, Lil Oula wal'Allam (arab, „Mi együtt, a nemzetünkért, a jelképünkért és a dicsőségért!”)
- Libéria: The love of liberty brought us here
- Litvánia: Vienybė težydi (litván, „Virágozzék az egység”)
- Luxemburg: Mir wëlle bleiwe wat mir sin (luxemburgi, „Azok akarunk maradni, amik vagyunk”)
- Macedónia:Sloboda ili smrt (macedón nyelv, „Szabadság vagy halál”)
- Madagaszkár: Tanindrazana, Fahafahana, Fahamarinana: Haza, Szabadság, Haladás)
- Malajzia: Bersekutu Bertambah Mutu (maláj, „Az egység növeli az erőt”)
- Malawi: Unity and freedom (angol, „Egység és szabadság”)
- Mali: Un Peuple, un But, une Foi (francia, „Egy nép, egy cél, egy hit”)
- Málta: Virtute et Constantia (latin, „Bátorsággal és állhatatossággal”)
- Marokkó: Dieu, la patrie, le roi (francia, „Isten, haza, király”)
- Mauritius: Stella clavisque Maris Indici (latin, „Az Indiai-óceán csillaga és kulcsa”)
- Mexikó: hivatalosan nincs, hagyományosan: El respeto al derecho ajeno es la paz (spanyol, „Mások jogainak tisztelete a szabadság”). Ezenkívül a Sufragio efectivo, no reelección („Érvényes szavazás, nem újraszavazás”) is látható egyes hivatalos dokumentumokon.
- Monaco: A herceg mottója: Deo juvante (latin, „Isten segedelmével”)
- Mongólia: Даяр Монгол (Dayar Mongol)
- Montenegró: Crna Gora jest malena al je hrabra i poštena (montenegrói, „Montenegró kicsi, de bátor és becsületes”)
- Namíbia: „Egység, szabadság, igazság”
- Nauru: God’s will first „Isten akarata az első”
- Nepál (nepáli: Az anyaföld többet ér, mint a mennyek királysága
- Németország: Einigkeit und Recht und Freiheit (német, „Egység, igazság és szabadság”)
  - Schleswig-Holstein: Up ewig ungedeelt (Low German, „Örökké oszthatatlanul”)
- Nicaragua: Pro Mundi Beneficio
- Nigéria: Peace and Unity, Strength and Progress  „Egység és hit, béke és haladás”
- Norvégia: A király mottója: Alt for Norge (norvég, „Mindent Norvégiáért”)
- Osztrák–Magyar Monarchia: Indivisibiliter ac Inseparabiliter (latin, „Oszthatatlanul és elválaszthatatlanul”)
- Pakisztán: Iman, Ittehad, Tanzeem (urdu: „Hit, egység, fegyelem”)
- Palau: Rainbow’s End (angol: „A szivárvány vége”)
- Panama: Pro mundi beneficio (latin, „A világ javára”)
- Paraguay: Paz y Justicia (spanyol, „Béke és igazság”)
- Peru: Libre y feliz por la unión (spanyol, „Szabadság és boldogság az egységért”)
- Portugália: A bem da Nação
- Ruanda: Ubumwe, Umurimo, Gukunda Igihugu
- Saint Lucia: The Land, the People, the Light „A föld, a nép, a fény”
- San Marino: Libertas (latin, „Szabadság”)
- Seychelle-szigetek: Finis coronat opus (latin, „A befejezés koronázza meg a munkát”)
- Sierra Leone: Unité – Liberté – Justice (francia, „Egység, szabadság, igazságosság”)
- Spanyolország: Plus ultra (latin, „Egyre tovább”)
  - Régi: Una, grande y libre (spanyol, „Egy, nagy és szabad”) (Franco uralma alatt)
  - Andalúzia: Andalucía para sí, para España y la humanidad (spanyol, „Andalúzia önmagáért, Spanyolországért és az emberiségért”)
  - Katalónia: Som i serem (katalán, „Vagyunk és leszünk”)
- Salamon-szigetek: „Vezetni annyi, mint szolgálni”
- Salvador: Dios, Unión, Libertad („Isten, egység, szabadság”)
- Svájc: Unus pro omnibus, omnes pro uno (latin, „Egy mindenkiért, mindenki egyért”)
  - Vaud: Liberté et patrie (francia, „Szabadság és haza”)
- Svédország: Királyi mottó: För Sverige i tiden (svéd, „Svédországért, haladva a korral”)
- Szamoa:  Faavae i le Atua Samoa
- Szenegál: Un peuple, un but, une foi (francia, „Egy nép, egy cél, egy hit”)
- Szerbia (nem hivatalos): Samo Sloga Srbina Spasava (szerb, „Csak az egység óvja meg a szerbet”)
- Szingapúr: Majulah Singapura (maláj, „Előre, Szingapúr”)
- Szovjetunió: Пролетарии всех стран, соединяйтесь! (orosz, „Világ proletárjai, egyesüljetek!”)
- Suriname: Justitia, pietas, fides (latin, „Igazságosság, jámborság, hűség”)
- Szváziföld: Siyinquaba (szvázi, „Mi vagyunk az erődítmény”)
- Thaiföld: สพฺเพสํ สํงฆภูตานํ สามคฺคี วุฑฺฒิสาธิกา „A nép egysége hoz sikert és gyarapodást”
- Tanzánia: Uhuru na Umoja
- Togo: Travail, Liberté, Patrie (francia, „Munka, szabadság, haza”)
- Tonga: Ko e ʻOtua mo Tonga ko hoku tofiʻa
- Törökország: Yurtta Sulh, Cihanda Sulh (török, „Béke itthon, béke a világban”)
- Trinidad és Tobago: Together we aspire, together we achieve („Együtt törekszünk, együtt érünk célba”)
- Tunézia: نظام، حرية، عدالة
- Tuvalu: Tuvalu mo te Atua (tuvalui, „Tuvalu a Mindenhatóért”)
- Új-Zéland : Toujours droit
- Ukrajna: Воля, злагода, добро (Volja, Zlahoda, Dobro)
- Uruguay: Libertad o muerte (spanyol, „Szabadság vagy halál”)
- Uganda: For God and My Country
- Vanuatu: Long God Yumi Stanap
- Venezuela: Libertad, Igualdad, Fraternidad
- Vietnám: Ðộc lập, tự do, hạnh phúc (vietnámi, „Függetlenség, szabadság és boldogság”)